# Галлант, Мейвис
Мейвис Лесли Галлант, до замужества Мейвис Янг (англ. Mavis Leslie Gallant, 11 августа 1922, Монреаль — 18 февраля 2014, Париж) — канадская писательница, писавшая на английском языке.

## Биография
В десятилетнем возрасте потеряла отца, мать вскоре вышла замуж снова и не занималась дочерью. Мейвис сменила 17 учебных заведений, в основном — католических школ с французским языком. Работала репортером. В 1942 году вышла замуж за виннипегского музыканта Джона Галланта, но в 1947 году разошлась с ним. В 1950 бросила журналистику, переехала в Париж и занялась исключительно литературой. До 80-х годов её публиковали только в Великобритании и США (в том числе, регулярно в журнале The New Yorker), в дальнейшем она получила признание и в родной Канаде. В 1983—1984 была приглашённым писателем в Торонтском университете.

## Книги
- The Other Paris/ Другой Париж, рассказы (1956)
- Green Water, Green Sky/ Зелёная вода, зелёное небо, роман (1959)
- My Heart is Broken/ Мое сердце разбито, повесть и рассказы (1964)
- A Fairly Good Time/ Неплохие времена, роман (1970)
- The Pegnitz Junction/ Узловая станция Пегниц, повесть и рассказы (1973)
- The End of the World and Other Stories/ Конец света и другие рассказы (1974)
- From the Fifteenth District/ Из пятнадцатого округа, повесть и рассказы (1979)
- Home Truths (1981, Премия генерал-губернатора)
- What Is to Be Done?/ Что делать?, пьеса (1983)
- Overhead in a Balloon/ На воздушном шаре, рассказы (1985)
- Paris Notebooks/ Парижские записные книжки (1986)
- In Transit/ Транзитом, рассказы (1988)
- Across the Bridge and Other Stories/ Через мост и другие рассказы (1993)
- Paris Stories/ Парижские истории, рассказы (2002)
- Montreal Stories/ Монреальские истории, рассказы (2004)

## Признание
Офицер (1981) и компаньон (1993) Ордена Канады. Почётный иностранный член Американской академии искусств и литературы (1989). Почётный доктор университета Куинс (1991). Премия О. Генри (2003), премия Athanase-David (2006, Галлант — единственный англоязычный лауреат этой литературной премии Квебека) и многие другие литературные награды.
В 1988 Федерация писателей Квебека учредила премию Мейвис Галлант для поощрения англоязычных квебекских авторов.